# Râul Glodul Mare
Râul Glodul Mare este un curs de apă, afluent al râului Secu. 

## Hărți
- Harta Parcului Vânători-Neamț